# آيت احمد أو عمو (آيت بومزوغ)
آيت احمد أو عمو هو دُوَّار يقع بجماعة أكلموس، إقليم خنيفرة، جهة بني ملال خنيفرة في المملكة المغربية. ينتمي الدوّار لمشيخة آيت بومزوغ التي تضم 3 دواوير. يقدر عدد سكانه بـ 741 نسمة حسب الإحصاء الرسمي للسكان والسكنى لسنة 2004.

## وصلات خارجية
- البوابة الوطنية للجماعات الترابية
- المندوبية السامية للتخطيط